# Communauté de communes de l’Ouest choletais
 (signalé en juin 2025).
Si vous disposez d'ouvrages ou d'articles de référence ou si vous connaissez des sites web de qualité traitant du thème abordé ici, merci de compléter l'article en donnant les références utiles à sa vérifiabilité et en les liant à la section « Notes et références ».
- Archive Wikiwix
- Bing
- Cairn
- DuckDuckGo
- E. Universalis
- Gallica
- Google
- G. Books
- G. News
- G. Scholar
- Persée
- Qwant
- (zh) Baidu
- (ru) Yandex
- (wd) trouver des œuvres sur Wikidata

La communauté de communes de l'Ouest choletais est une ancienne communauté de communes française, située dans le département de Maine-et-Loire, en région Pays de la Loire.

## Histoire
Succédant au SIVU des Grands Bois, l'intercommunalité est créée en janvier 1994 et regroupe alors les trois communes de Saint-Christophe-du-Bois, Saint-Léger-sous-Cholet et La Séguinière.
En 2000, La Romagne rejoint la communauté de communes.
Le 31 décembre 2001, l'intercommunalité est dissoute et les quatre communes adhérentes sont rattachées à la communauté d'agglomération du Choletais.

## Composition

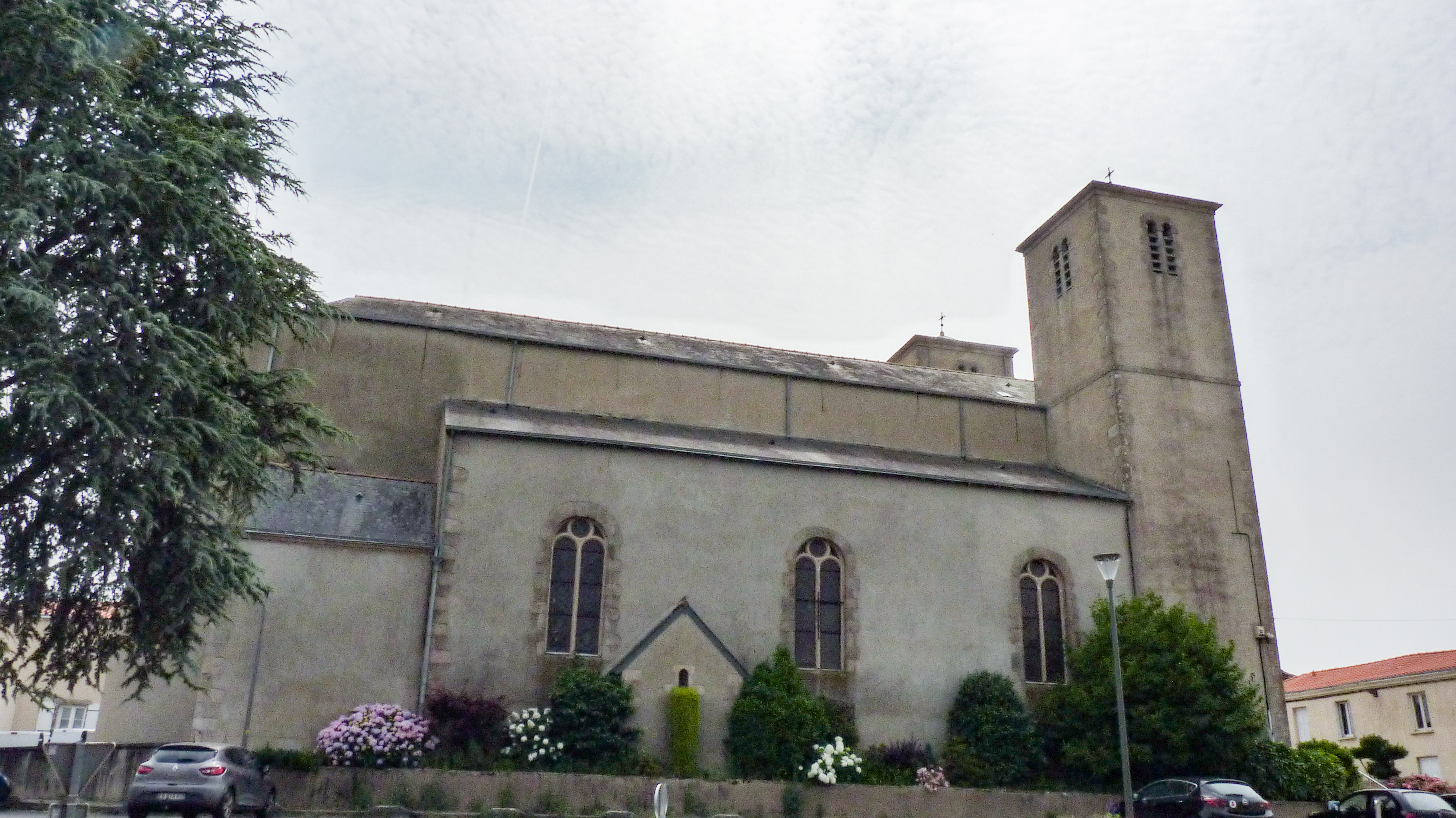
La Romagne

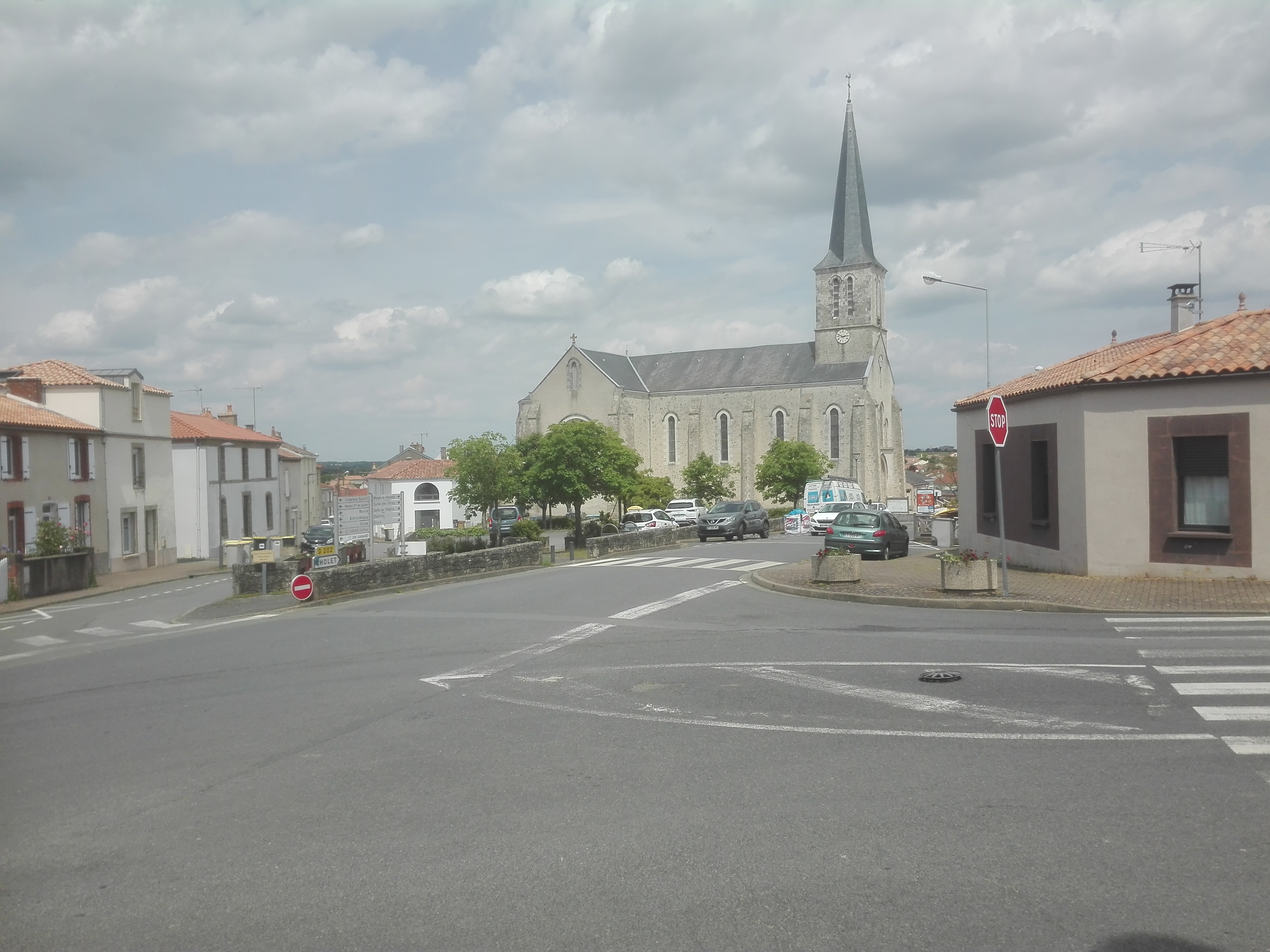
Saint-Christophe-du-Bois

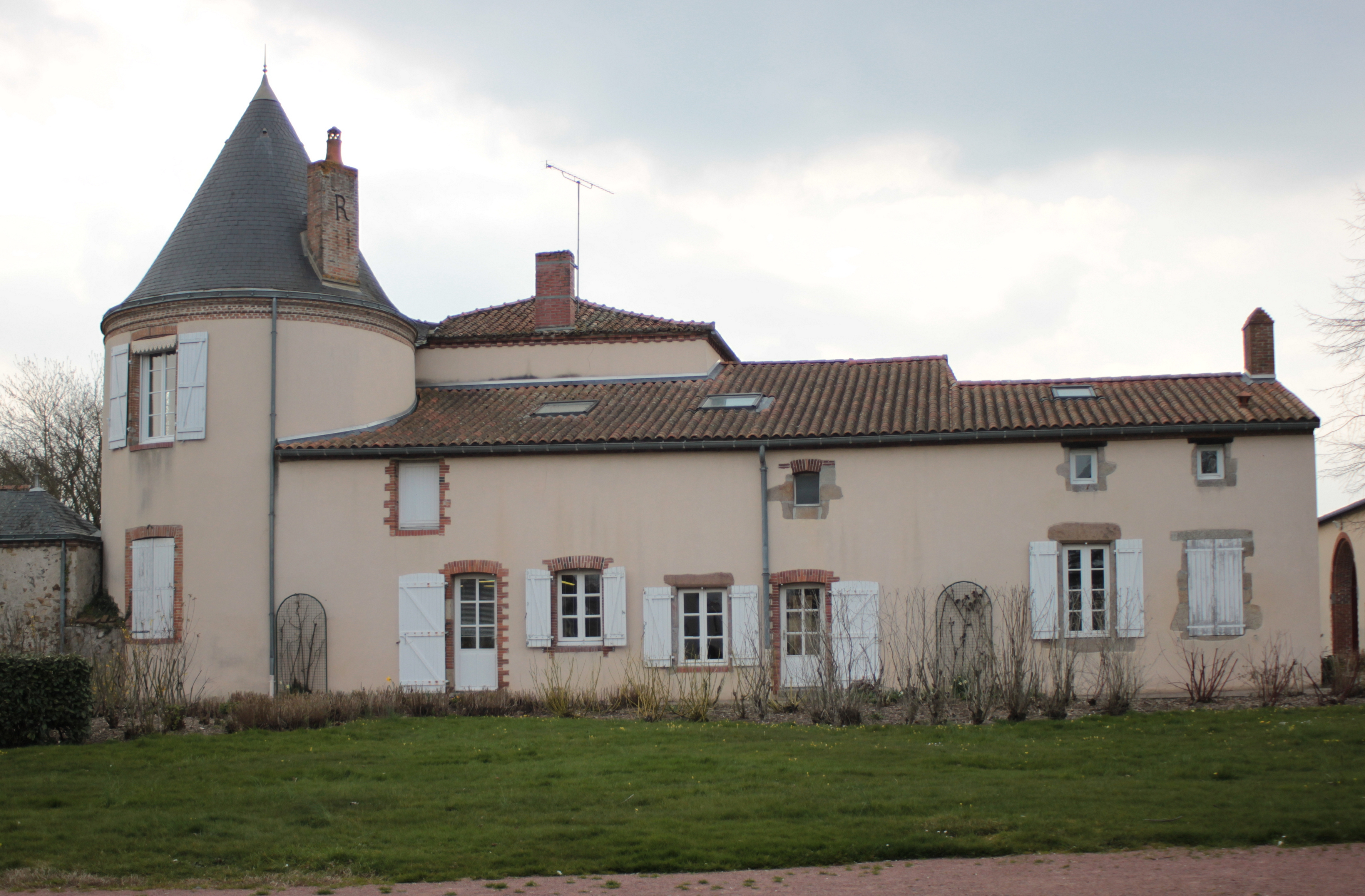
Saint-Léger-sous-Cholet

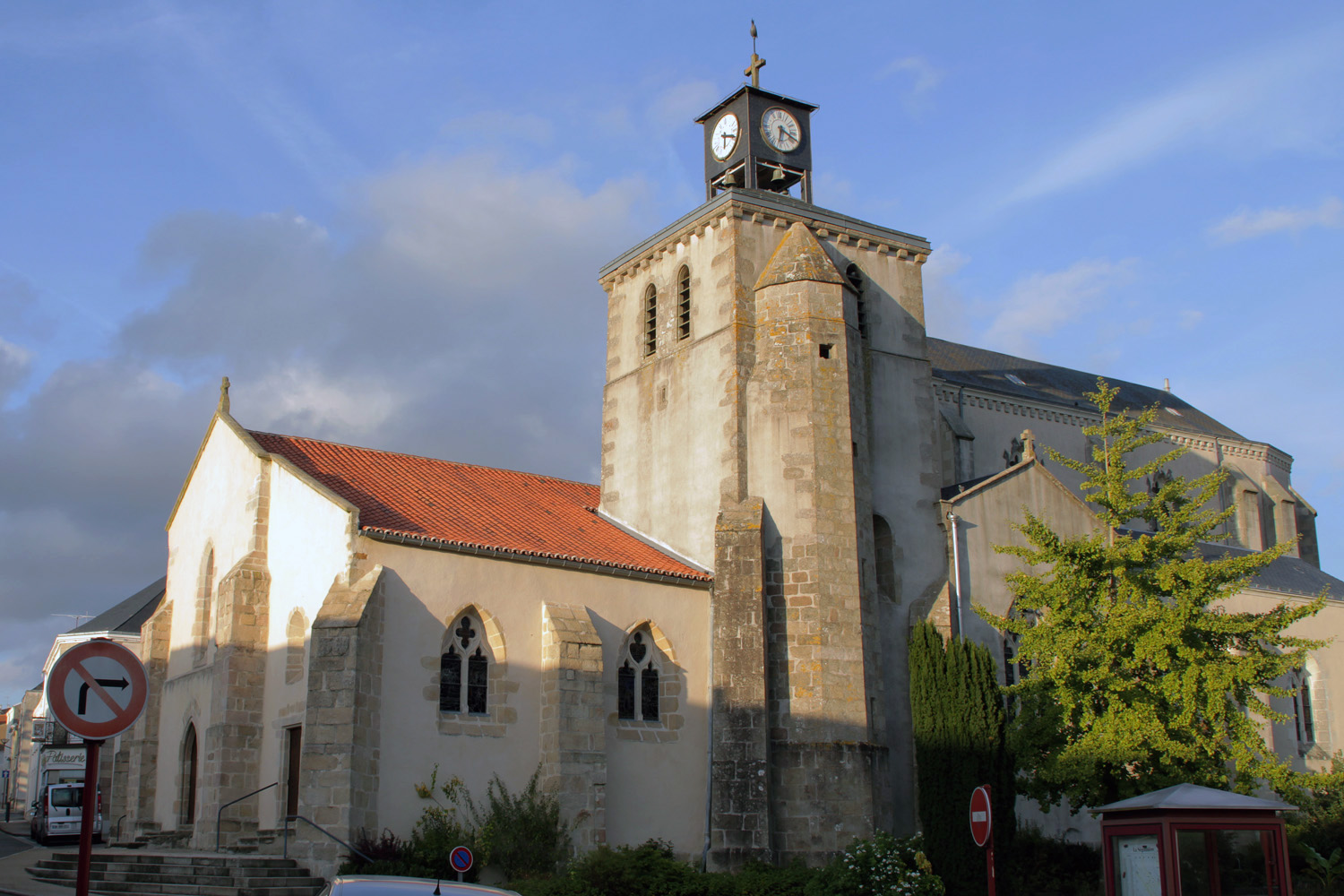
La Séguinière

Elle regroupait quatre communes :
| Nom                      | Code Insee | Gentilé         | Superficie (km2) | Population (dernière pop. légale) | Densité (hab./km2) |
| ------------------------ | ---------- | --------------- | ---------------- | --------------------------------- | ------------------ |
| La Séguinière (siège)    | 49332      | Zignérais       | 31,15            | 4 004 (2014)                      | 129                |
| La Romagne               | 49260      | Romagnons       | 15,93            | 1 791 (2014)                      | 112                |
| Saint-Christophe-du-Bois | 49269      | Christophoriens | 21,75            | 2 586 (2014)                      | 119                |
| Saint-Léger-sous-Cholet  | 49299      | Saint-Légeois   | 9,60             | 2 665 (2014)                      | 278                |

## Administration

### Élus
|     | Identité              | Qualité                                          |
| --- | --------------------- | ------------------------------------------------ |
| 1re | Marie-Juliette Tanguy | Maire de Saint-Léger-sous-Cholet                 |
| 2e  | Didier Patarin        | Maire de la Romagne                              |
| 3e  | Rémi Dubé             | Conseiller municipal de Saint-Christophe-du-Bois |

### Liste des présidents
| Période    | Période       | Identité           | Étiquette | Qualité                                        |
| ---------- | ------------- | ------------------ | --------- | ---------------------------------------------- |
| 1994       | 1995          | Roger Dronneau     |           | Maire de La Séguinière (1973 → 1995)           |
| 1995       | avril 2001    | Jean Tignon        | PS        | Maire de Saint-Léger-sous-Cholet (1989 → 2001) |
| avril 2001 | décembre 2001 | Jean-Paul Boisneau | DVD       | Maire de La Séguinière (1995 → 2020)           |